# Mycomya canariornata
Mycomya canariornata är en tvåvingeart som beskrevs av Chandler och Ribeiro 1995. Mycomya canariornata ingår i släktet Mycomya och familjen svampmyggor. Inga underarter finns listade i Catalogue of Life.